# Macchi M.3
Die Macchi M.3 war ein als Doppeldecker ausgelegtes Flugboot mit einem einstufigen Bootsrumpf.

## Entwicklung
Am 27. Mai 1915 fiel den italienischen Streitkräften ein österreichisches Flugboot (Kennzeichen L.40) des Typs Lohner L in die Hände. Der L-Typ war eines der wenigen Flugboote, die erfolgreich bei Kampfeinsätzen gegen Schiffe und Bodenziele und sogar als Jagdflugzeug eingesetzt wurden. Das Unternehmen Nieuport-Macchi erhielt den Auftrag, eine Kopie der Beutemaschine herzustellen. Das erste Exemplar wurde im Juni 1915 fertiggestellt und erhielt die Bezeichnung L.1, um seine Herkunft von Lohner deutlich zu machen. Nach den 139 gebauten L.1 wurden zehn verbesserte L.2 produziert.
Felice Buzio entwickelte schließlich aus der Macchi L.2 1916 in Macchis Seeflugzeugabteilung in Schiranna die L.3. Von der L.2 wurden die Tragflächen in Anderthalbdecker-Auslegung mit stark unterschiedlichen Spannweiten unten und oben übernommen. Rumpf und Leitwerk wurden neu konstruiert, so dass man von einer selbstständigen Macchi-Konstruktion sprechen kann.
Bei der Übernahme durch die italienische Marine wurde deshalb 1917 die Bezeichnung in Macchi M.3 geändert. Der Motor war auf Streben zwischen den Flügeln angeordnet und trieb eine Druckschraube an. Es wurden etwa 200 Maschinen für die italienische Marine gebaut.

## Einsätze
Die italienische Marine setzte die Macchi M.3 im adriatischen Raum als Bomben-, Aufklärungs-, Patrouillen- und Begleitflugzeug ein. Sie unternahm mit dem Flugzeug zahlreiche Bombenangriffe auf die österreichischen Marinestützpunkte Pola und Cattaro. Auch Luftbildflüge über diesen Stützpunkten und Triest wurden durchgeführt. Nach dem Ersten Weltkrieg blieb der Typ noch bis 1924 bei Schulungseinheiten im Einsatz.
Ein Exemplar der M.3 stellte 1916 über dem Lago Maggiore einen Höhenweltrekord für Seeflugzeuge auf, bei dem 5.400 m in 41 Minuten erreicht wurden.
Die Schweizer Fluggesellschaft Ad Astra Aero kaufte mehrere Exemplare, um sie für Rundflüge über den Schweizer Seen einzusetzen. Dafür wurden die Flugzeuge umgebaut. Zwei Passagiere saßen nebeneinander hinter einer großen Windschutzscheibe. Der Pilot befand sich dahinter in einem erhöhten offenen Cockpit.

## Militärische Nutzung
Königreich Italien
- Regia Marina

 Paraguay
 Vereinigte Staaten
- American Expeditionary Forces

## Technische Daten
| Kenngröße             | Daten                                                                 |
| --------------------- | --------------------------------------------------------------------- |
| Besatzung             | 1 Pilot, 1 Beobachter, Schütze                                        |
| Spannweite            | 15,95 m                                                               |
| max. Startmasse       | 1.350 kg                                                              |
| Höchstgeschwindigkeit | 145 km/h                                                              |
| Reichweite            | 450 km                                                                |
| Triebwerk             | ein Isotta-Fraschini-Motor V.4B mit 160 PS (ca. 120 kW)               |
| Bewaffnung            | ein bewegliches 7,7-mm-FIAT-Maschinengewehr sowie vier leichte Bomben |